# Leefbaar Purmerend
Leefbaar Purmerend (afgekort: LP2001) was een lokale politieke partij in de Nederlandse gemeente Purmerend (provincie Noord-Holland).
Leefbaar deed in 2002 voor het eerst mee aan de gemeenteraadsverkiezingen in Purmerend en werd toen de grootste partij in de gemeenteraad met acht zetels. Ze hebben toen vier jaar lang in het college gezeten en een wethouder geleverd. Bij de verkiezingen van 2006 ging Leefbaar van acht naar vijf zetels. Sindsdien maakt de partij deel uit van de oppositie. Bij de verkiezingen daarna, in 2010, 2014 en 2018, behaalde Leefbaar drie zetels. Tot 2018 was Arie-Wim Boer fractievoorzitter en partijleider. Na de verkiezingen werd zijn zoon Chris Boer fractievoorzitter van de partij in de gemeenteraad. In 2024 stapte Boer over naar Ouderenpartij AOV Purmerend om voor die partij wethouder te worden, opvolger Kathleen Visser stapte als raadslid ook over naar deze partij.

## Zetelverloop
| Jaar | Aantal raadszetels | Aantal wethouders |
| ---- | ------------------ | ----------------- |
| 2002 | 8                  | 1                 |
| 2006 | 5                  |                   |
| 2010 | 3                  |                   |
| 2014 | 3                  |                   |
| 2018 | 3                  |                   |
| 2021 | 1                  |                   |